# Ruta Nacional 1 (Colombia)
La Ruta Nacional 1 también llamada Circunvalar de San Andrés o Circunvalación de la Isla de San Andrés es una carretera colombiana, que recorre el perímetro de la Isla de San Andrés en el departamento de San Andrés y Providencia. Tiene una longitud de 28 km.
A pesar de considerarse como una ruta circunvalar, la ruta no forma un anillo cerrado alrededor de la isla, siendo las vías ubicadas en el norte y oriente del centro urbano de San Andrés de titularidad municipal. 

## Historia

### Antecedentes
La ruta fue establecida en la Resolución 3700 de 1995 y ratificada por la resolución Resolución 339 de 1999. aunque desde mediados del siglo XX se ha construido para la mejora de la calidad de la isla y el desarrollo turístico. La ruta comienza en el sector de Punta Norte (San Andrés), el principal núcleo urbano de la isla. La ruta continúa por el perímetro de la isla en sentido contrario a las manecillas del reloj atravesando El Cove, South End Villas y San Luis (Free Town).

## Descripción de la ruta
La ruta posee una longitud total de 28.00 km, divididos de la siguiente manera:

### Ruta actual
Según el Sistema Integra Nacional de Información de Carreteras (SINC), la ruta es la siguiente:
| Administración | Administración | Administración |
| -------------- | -------------- | -------------- |
| INVIAS         | 28.00 km       | 100%           |
| ANI            | 0.00 km        | 0%             |
| Tramos         |                |                |
| Principales    | 1              | 1              |
| Alternos       | 0              | 0              |
| Pasos          | 0              | 0              |
| Variantes      | 0              | 0              |
| Ramales        | 0              | 0              |
| Subramales     | 0              | 0              |

| Código | Tipo  | Recorrido                               | Clasificación SINC                        | PR Inicial | PR Final | Longitud km. |
| ------ | ----- | --------------------------------------- | ----------------------------------------- | ---------- | -------- | ------------ |
| 0101   | Tramo | Circunvalación de la Isla de San Andrés | Circunvalares de San Andrés y Providencia | 0+0000     | 28+0000  | 28.00        |

### Ruta eliminada o anterior
Las siguientes porciones de ruta fueron incluidas en la Resolución 3700 de 1995, sin embargo fueron eliminadas ya sea por su cesión a los gobiernos departamentales, municipales, o por la no existencia de la vía.
| Código | Tipo  | Recorrido                                                       | Situación Actual                            |
| ------ | ----- | --------------------------------------------------------------- | ------------------------------------------- |
| 01SA01 | Ramal | Cruce ruta 01 - Alfonso López                                   | - 01SA01 Carretera Secundaria Departamental |
| 01SA02 | Ramal | Cruce ruta 01 - Loma Naranja                                    | - 01SA02 Carretera Secundaria Departamental |
| 01SA03 | Ramal | Cruce ruta 01 - cruce ramal 01 SA 07 (ramal Little Hill)        | - 01SA03 Carretera Secundaria Departamental |
| 01SA04 | Ramal | Cruce ramal 01 SA 07 - cruce ramal 01 SA 01 (ramal Doppy Goly)  | - 01SA04 Carretera Secundaria Departamental |
| 01SA05 | Ramal | Cruce ramal 01 SA 07 - cruce ramal 01 SA 01 (ramal Big Pand)    | - 01SA05 Carretera Secundaria Departamental |
| 01SA06 | Ramal | Cruce ruta 01 - Cueva de Morgan - Ensenada                      | - 01SA06 Carretera Secundaria Departamental |
| 01SA07 | Ramal | San Luis - Alfonso López - La Loma - cruce ruta 01 (San Andrés) | - 01SAB Carretera Secundaria Departamental  |
| 01SA08 | Ramal | Carretera Pepper Hill                                           | - 01SAD Carretera Secundaria Departamental  |
| 01SA09 | Ramal | Carretera Tom Hooker                                            | - 01SAA Carretera Secundaria Departamental  |
| 01SA10 | Ramal | Carretera Elsy Bar                                              | - 01SAC Carretera Secundaria Departamental  |

## Municipios
Las ciudades y municipios por los que recorre la ruta son los siguientes:
| Leyenda                                                                            |
| ---------------------------------------------------------------------------------- |
| recorrido actual recorrido anterior paso por la cabecera municipal paso por un río |

| Tramo | Municipio  | Recorrido | Departamento             |
| ----- | ---------- | --- | ------------------------ |
| 0101  | San Andrés | San Andrés Ciudad; Morris Landing; Lime Kilm; Brooks Bottom; North End; Evans Point; Cove Road; Tom Hooker; Elsy Bar; South End; San Luis; Simpson Well; San Andrés Ciudad. | San Andrés y Providencia |

## Concesiones y proyectos
Actualmente la ruta posee los siguientes proyectos y concesiones:

### Concesiones y proyectos anteriores
| Código | Sector                                  | Tipo            | Cód. proyecto | Nombre Proyecto           | Concesionaria                 | Unidad Funcional | Etapa      | PR Inicial | PR Final | Longitud km. |
| ------ | --------------------------------------- | --------------- | ------------- | ------------------------- | ----------------------------- | ---------------- | ---------- | ---------- | -------- | ------------ |
| 0101   | Circunvalación de la Isla de San Andrés | Proyecto INVIAS | VE001         | Circunvalar de San Andrés | CONSORCIO MECO SAN ANDRES 054 | NA               | Finalizado | NA         | NA       | 28,00        |

## Estaciones de servicio
A continuación se muestran las estaciones de servicio que sirven a la carretera:
| km   | Empresa | Estación                       |
| ---- | ------- | ------------------------------ |
| 6.6  | Texaco  | Duffis Import & Service Center |
| 27.6 | Texaco  | AutoIslas                      |

## Turismo

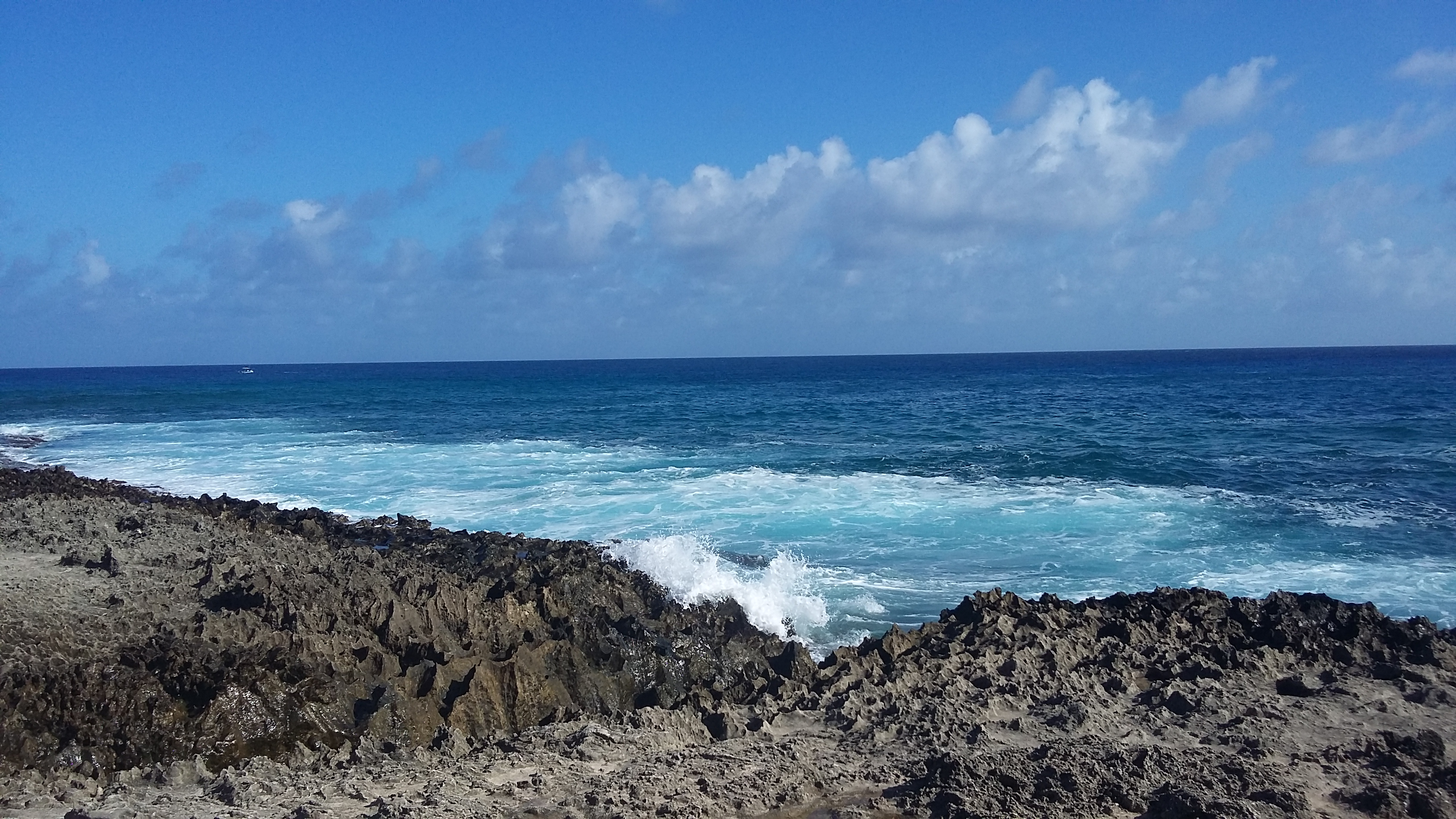
Hoyo soplador.

La vía permite el acceso a varias atracciones turísticas de la isla. En sentido antihorario son las siguientes:
- Casa Museo Isleña (Museo Island House) - km 5.3
- Cueva de Morgan - km 7.5 tomando la vía departamental  01SA06
- Hoyo soplador - km 15.8
- Playa Sebastián (South End) - km 16.1
- Playa San Luis (Sound Bay) - km 21.1
- Parque Regional de Mange Old Point - km 26.2